# Carex debilis
Carex debilis är en halvgräsart som beskrevs av André Michaux. Carex debilis ingår i släktet starrar, och familjen halvgräs.

## Underarter
Arten delas in i följande underarter:
- C. d. debilis
- C. d. rudgei

## Bildgalleri

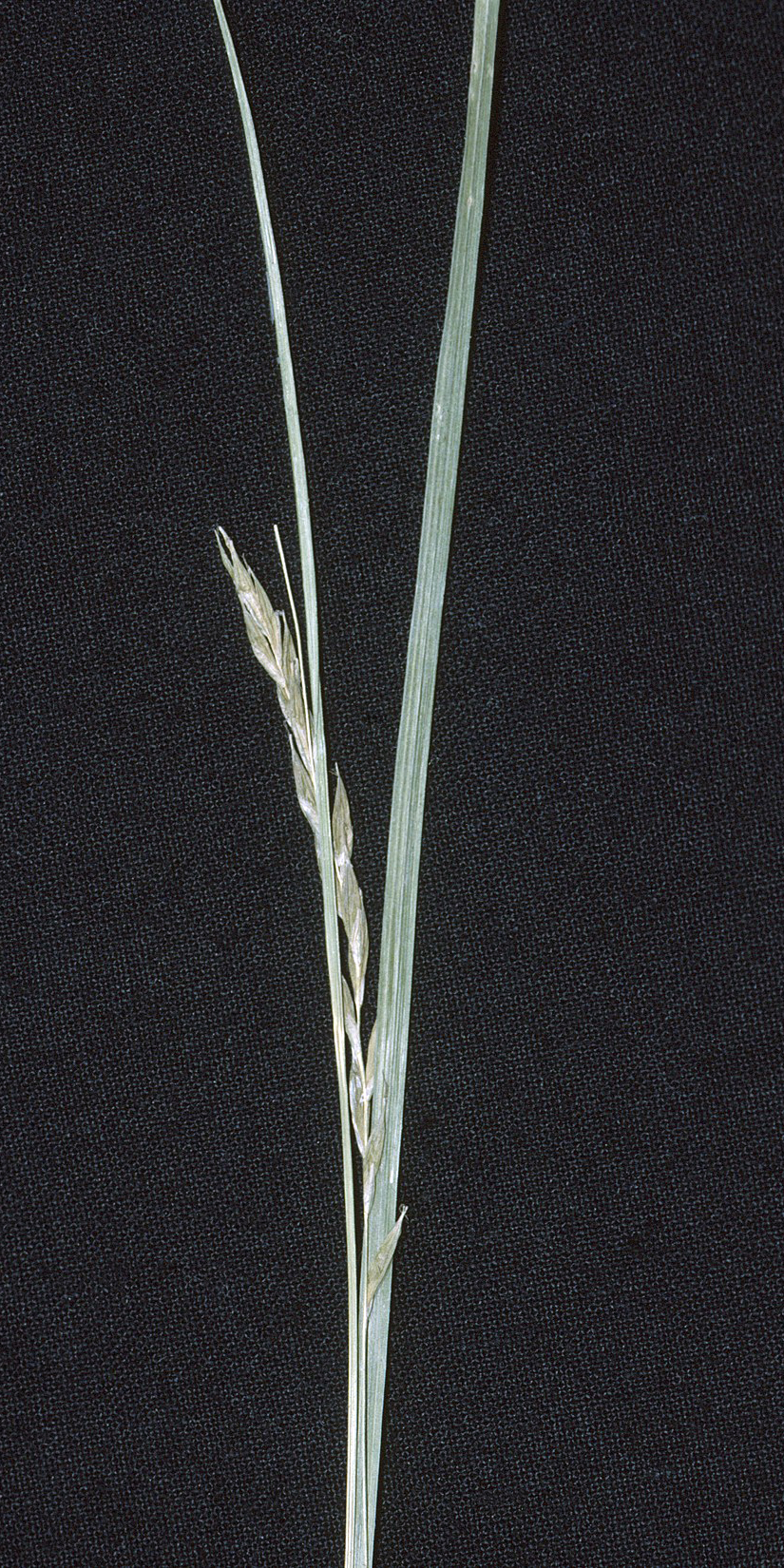